# Versatile Video Coding
H.266 или VVC (англ. Versatile Video Coding — универсальное кодирование видео) (MPEG-I Part 3) — стандарт сжатия видео, разработанный Joint Video Experts Team (JVET), объединённой командой видеоэкспертов MPEG (рабочей группы ISO/IEC JTC 1) и VCEG (рабочей группы ITU-T). Он также упоминается как «Future Video Coding» (FVC) и «ITU-T H.266». Стандарт станет преемником стандарта HEVC (High Efficiency Video Coding, также известном, как ITU-T H.265 и MPEG-H Part 2). Видеокодек представлен в июле 2020 года.

## Концепция
В октябре 2015 MPEG и VCEG сформировали Joint Video Exploration Team (JVET) для оценки возможностей технологий сжатия и изучения требований к стандарту сжатия видео следующего поколения. Было определено, что новые алгоритмы должны иметь на 30-50 % большую степень сжатия при том же качестве восприятия, а также поддерживать сжатие без потерь и сжатие субъективно без потерь. Стандарт должен поддерживать разрешения от 4K до 16K, а также панорамное видео. Должно поддерживаться цветовое пространство YCbCr с дискретизациями 4:4:4, 4:2:2 и 4:2:0 и глубиной 8-16 бит на канал, BT.2100 и high dynamic range (HDR) с глубиной более 16 бит. При этом ожидаемая сложность кодирования должна быть в несколько раз (до 10) выше, чем у HEVC. Сложность декодирования ожидается в два раза выше, чем у HEVC.

## История

### График разработки
- Октябрь 2017: Запрос предложений
- Апрель 2018: Оценка полученных предложений и первый черновик стандарта[4]
- Июль 2019: Голосование по черновику комитета
- Октябрь 2019: Голосование по черновику международного стандарта
- Июль 2020: Принятие финального варианта стандарта[5][6]